# Hans Petersson
Hans Petersson (Zbąszyń, 24 de setembro de 1902 — Münster, 9 de novembro de 1984) foi um matemático alemão.